# 植田夏代
植田夏代（1917年—1997年3月），日本長崎縣人，中文名江夏代，長期在臺灣花蓮縣義務接生，輔導未婚媽媽。

## 生平
植田夏代生於1917年，長崎縣人，學歷為長崎醫科大學附屬醫學院助產護理科。
1936年，植田夏代畢業時，一名長崎醫大的婦科醫師從花蓮寫信徵求一位志願護士，她經由家長同意後，在同年4月搭了三天二夜的商輪跨洋到基隆，轉抵花蓮。後來，她工作時結識了當地人江進來，進而結婚，日本戰敗後也留在臺灣做了一甲子的助產士生涯。
1959年，孫理蓮在花蓮設立了山地瑪利亞之家，主要是收容臨盆在即的貧困原住民女子，讓她們得到免費的接生、食宿及醫療。1961年起，植田夏代以「江夏代」之名，到山地瑪利亞之家擔任義務助產士。由於是免費接生，在當時婦科醫師不足、醫療費用高之際，各縣市原住民孕婦趕到花蓮來生產，植田夏代曾有一天之內接生十四個嬰兒的紀錄，一個月七十個到一百個，平均每天三、五個嬰兒從她手中接生。
1970年，山地瑪利亞之家破例收容一名懷了駐臺美軍孩子的漢人少女，經過軍中牧師的轉介，孫理蓮安排她住進此處。那少女順利生下一個兒子後離去，此後，透過教會協助，更多未婚媽媽來此生產，於是教會單獨撥出一棟二樓洋房專門容留她們。山地瑪利亞之家本來有兩棟房子，當地人稱為「生子院」，後來較小的一棟就改稱「未婚媽媽之家」。
未婚媽媽之家由美籍的唐華南主持，輔導工作則由植田夏代負責，並配有二位護士，二位洗衣及煮飯的婦人，房子共可住五位未婚媽媽，那些有困難的原住民單親產婦待遇一樣，住宿、休養、接生都是免費的。教會規定生產兩週後必須出院，而孩子可以帶走自己撫養，也可以留下由芥菜種會安排給久婚無子或希望認領孩子的父母。裡面設備相當齊全，除日常家電用品外，還有許多書籍，使用率都相當高，因這些未婚媽媽深居簡出，不願多見生人，至多到陽台看看風景。記者潘嘉珠筆下描寫此處是一棟可望見海的白洋房，有花木扶疏的庭院，樓下是客廳，靠牆的紅磚壁爐上擱著唱機、唱片，有壁爐、有油畫，落地窗的牆角掛著幅耶穌受難圖，對面的牆上，懸著滿是動物的地氈，廳中一片祥和，「卻減不去蘊藏樓中的少女幽怨」。
住進未婚媽媽之家的少女以國中至高中程度最多，她們常找稱為「江媽媽」的植田夏代傾訴煩惱。植田夏代回憶，初來的準未婚媽媽孤單一人，總含悲度日，茶飯不思，要想辦法勸導，住得稍久，雖情緒逐漸平靜，但不時還會暗自飲泣，有一位未婚媽媽在臨走前夕坐在床邊看孩子，一直看到天亮，走的時候淚流滿面，喃喃自語不已。
植田夏代每當要接生前，定會握住產婦的手，祈求耶穌基督賜予母子平安。對接生的貧困產婦，她不時送奶粉，更會親自送自製的娃娃裝，當地不時有人在路上叫「江媽媽」。1981年退休時，前後接生超過一萬五千個嬰兒。
未婚媽媽之家之後成為羅樂道創立的花蓮黎明啟智中心作教室。
1996年1月，一位曾是未婚媽媽的女子將一封信給聯合報股份有限公司，說是要感謝「江媽媽」。記者田德財透過各種管道查訪十多天，終於在1月30日找到現年已八十歲的植田夏代。
這封信埋藏在我內心已有廿五年，現在鼓起勇氣，但還是無法道出我的姓名......如今我已是一個三個孩子的媽媽......現在我生活美滿快樂，但仍難忘當年幫助我接生的助產士，記得名字好像叫江媽媽......尋找了許多年，我不知昔日恩人安在否......現在為了家庭幸福，不敢公開報恩，只有默默的在感恩與祝福中度日......」
植田夏代讀到這裡，兩眼已閃著淚光。次年3月上旬她走完人生最後旅程，病逝於台大醫院。
1997年9月9日，寫信的女子趁花東之旅，拿中秋禮品到花蓮市想面謝江媽媽，才知道今年3月恩人已去世，當年未婚媽媽之家建築已拆除，如今改建為七層樓的黎明啟智中心。該女子望著這棟建築，拎著送不出去的禮物，搭著計程車，難過地離去。